# Pygmejové

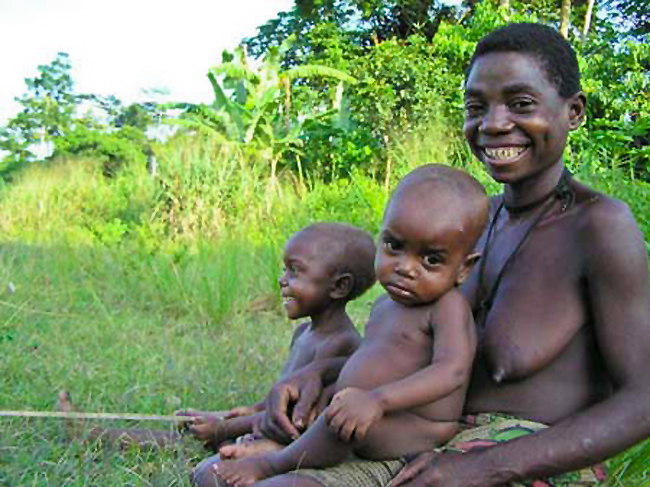
Rodina Pygmejů v africkém Kongu

Pygmejové je označení pro různé etnické skupiny po celém světě, jejichž průměrná výška je neobvykle nízká. Antropologové definovali pojmem Pygmejové jakoukoli skupinu, jejíž dospělí jedinci nedorůstají v průměru do větší výšky než 150 cm. Nejznámějšími Pygmeji jsou Aka, EFE a Mbuti ze střední Afriky. Populace drobných lidí nalezneme také v Thajsku, Malajsii, Indonésii, na Filipínách, v Papui Nové Guineji a v Brazílii. Lze mezi ně počítat Negrity z jihovýchodní Asie a Andamanských ostrovů. Jednotný termín pro všechny Pygmeje pocházející z Afriky neexistuje. Některé etnické skupiny jako např. Aka (Mbenga), Baka, Mbuti a Twa používají pro Pygmeje termín Bayaka, v množném čísle Aka/Yaka. Tento termín se používá nejčastěji ve Středoafrické republice. Termín Bambenga je používán v Konžské republice.

## Etymologie
Termín Pygmejové, odkazující na drobné lidi, pochází z latinského označení Pygmaei a řeckého πυγμαιος (Pygmaios) od πυγμος, což značí délku předloktí od loktu po kořeny prstů. V řecké mytologii označuje kmen trpaslíků a poprvé je použil Homér pro lidi žijící údajně v Indii a dnešní jižní Etiopii.

## Původ

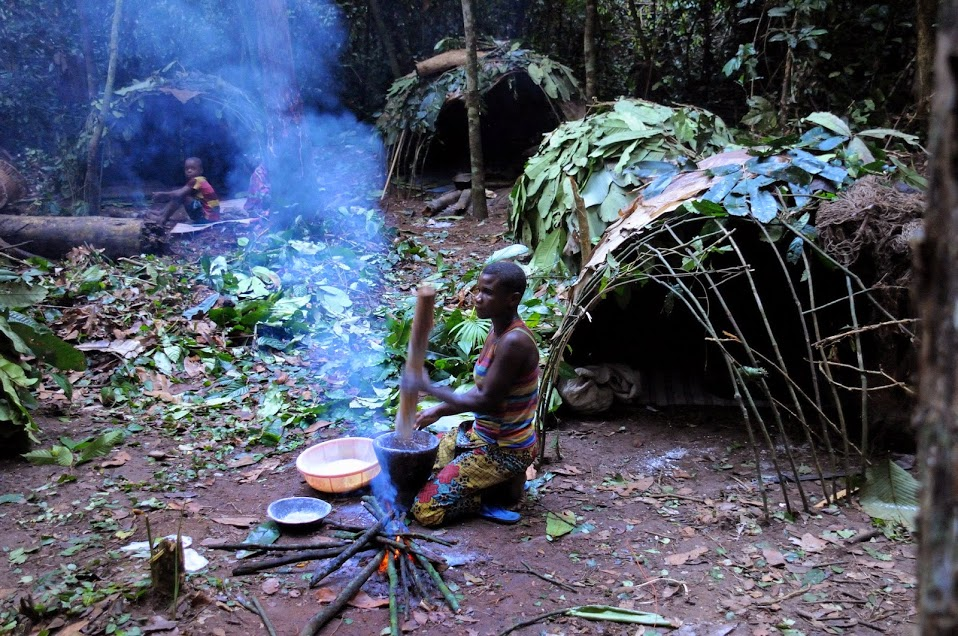
Tábor pygmejských lovců a sběračů v tropickém pralese ve Středoafrické republice

Původ Pygmejů a jejich malý vzrůst vysvětlují různé teorie. Jedna z teorií poukazuje na nízkou hladinu ultrafialového světla v deštných pralesích. To by mohlo znamenat, že nedostatek vitaminu D v lidské kůži může vést k omezenému příjmu vápníku ze stravy pro růst kostí a jejich kvalitu. To vede k vývoji malých kostí charakteristických pro Pygmeje.
Jiná teorie uvádí, že malý vzrůst vzniká důsledkem nedostatku potravy v deštném pralese, nedostatkem vápníku v půdě, adaptací na teplo a vlhkost a potřebu neustále se brodit hustou džunglí. Také se uvádí, že tyto faktory ovlivňují růst i ve spojení s rychlým reprodukčním zráním v podmínkách předčasného úmrtí. Nedávné studie také naznačují, že růst v těchto populacích brzdí menší množství IGF (inzulínu podobný růstový faktor) v průběhu dospívání. Tento faktor podporuje také genetická mutace, což může mít za následek zpomalený růst.
Genetické studie zjistily, že afričtí Pygmejové jsou přímými potomky lovecko-sběračských národů střední Afriky a jejího deštného pralesa ze střední doby kamenné, kteří se oddělili od populací západních a východních Afričanů před asi 130 000 lety. V mnoha oblastech byli postupně vytlačeni a asimilováni několika migračními vlnami etnik mluvících nigerokonžskými a nilosaharskými jazyky.

## Pygmejové v Africe

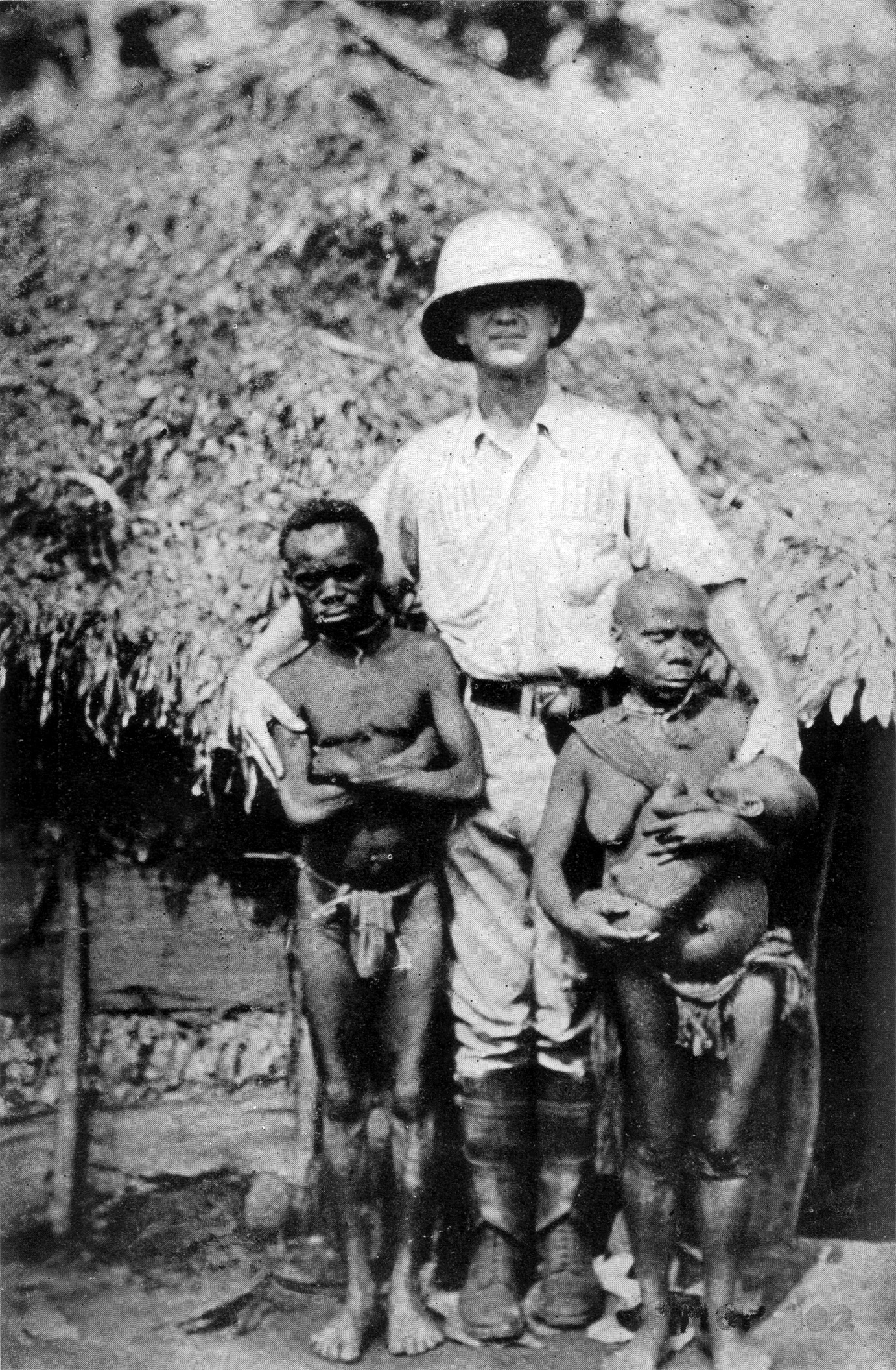
Afričtí Pygmejové a Evropan

Pygmejové žijí v několika etnických skupinách ve Rwandě, Burundi, Ugandě, Konžské demokratické republice, Středoafrické republice, Kamerunu, Rovníkové Guineji, Gabonu, v Konžské republice, Angole, Botswaně, Namibii a Zambii. Pygmejové patří mezi zbytky původního obyvatelstva střední Afriky. Většina pygmejských komunit se živí převážně sběrem a lovem, jejich strava se skládá z rostlin a živočichů v jejich blízkém okolí. Stává se, že spolupracují se zemědělci v blízkých osadách a výměnným obchodem získávají potraviny z jejich farem. Odhaduje se, že v deštném pralese Konga žije mezi 250 000 a 600 000 obyvatel pygmejských etnických skupin.

### Skupiny
- Mbenga (nebo Ba-Mbenga, hanlivě také AkaBa-Binga) pocházejí ze západního povodí Konga
- Aka (také Mo-Aka, Yaka, Ba-Yaga a jiné) mluví jazykem Bantu. Pocházejí z oblasti Středoafrické a Konžské republiky
- Baka (také AkaBi-Baya) v oblasti Kamerunu, Gabonu, Konžské republiky mluví jazyky unbangské skupiny a dělí se na Baka, Ganzi a Gundi.
- Gyele (také Ba/Bo-Gieli, Ba-Ko, Be-Koe a jiné) mluví jazykem Bantu
- Mbuti (také Bambuti) pocházejí z oblasti deštného pralesa Ituri na východě Demokratické republiky Kongo
- EFE mluví súdánskými jazyky (centrální větve)
- Asua (také Asoa) mluví jazyky súdánské skupiny (v souvislosti s větví Mangbetu)
- Kango (také Ba-Kango) mluví bantuskými jazyky
- TWA (také Ba-TWA) v oblastech Rwandy, Burundi, Demokratické republiky Kongo a Ugandy mluví jazyky Rundi a Rwandy

Řada populací podél jižní hranice Angoly a sousedních zemí žije v pouštích a bažinách daleko od lesů. Není přesně známo, zda jsou to původní obyvatelé těchto území anebo zda jsou to migranti, kteří právě z lesnatých oblastí přišli.

### Jazykový původ a jeho rozrůzněnost

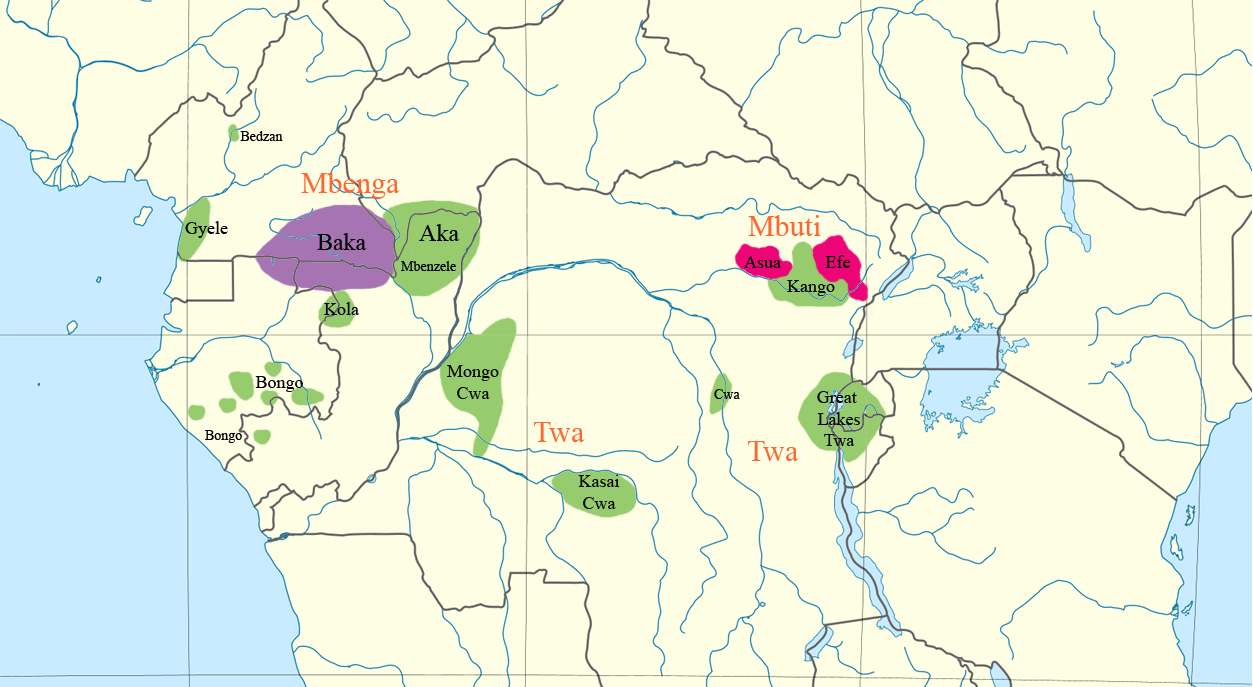
Rozšíření afrických Pygmejů a jejich jazyků podle Bahucheta (2006). Jižní skupiny Twa nejsou zobrazeny

Obyčejně se má za to, že Pygmejové jsou přímými potomky lovecko-sběračských národů střední Afriky a jejího deštného pralesa z pozdní doby kamenné, které přijaly jazyky centrální súdánské skupiny, Adamawa-Ubangi a Bantu. Velká část jejich slovníku se týká botaniky, sběru medu, naukou o lese a životě v něm. Pravděpodobně to je pozůstatek západních větví jazyků Mbenga nebo Baaka.

### Genocida a otroctví
Sinafasi Makelo, zástupce etnika Mbuti, řekl v roce 2003 domorodému lidovému fóru OSN, že jeho lidé byli během občanské války v Kongu loveni a jedeni, jako by to byla zvířata. S kanibalismem se setkali i v sousední provincii Severní Kivu, kde používali Pygmeje i v otroctví. Makelo požádal Radu bezpečnosti OSN, aby uznala kanibalismus jako zločin proti lidskosti a akt genocidy. Existují rozsáhlé důkazy o masových vraždách, kanibalismu a znásilňování a Pygmejové vyzývají Mezinárodní trestní soud k prošetření vyhlazování svého etnika. Ačkoli se pygmejská etnika stávají terčem více méně všech ozbrojených skupin, hodně násilných aktů se připisuje povstalecké skupině Hnutí za osvobození Konga, která je součástí přechodné vlády Konga. V Kongu tvoří Pygmejové 5 až 10 % populace a většinou žijí v otroctví. Tamní Pygmejové jsou již od narození ve vlastnictví svých pánů a obstarávají většinu z lovu, rybolovu a manuálních prací. Často nejsou vůbec vypláceni, v některých případech dostanou za svou práci oblečení či cigarety. V důsledku tlaku od UNICEF se nyní očekává hlasování v Konžském parlamentu, které by mělo přinést Pygmejům zvláštní ochranu a úlevu od jejich otrockého života.